# René Jacobs
René Jacobs (Gand, 30 ottobre 1946) è un controtenore e direttore d'orchestra belga.
È specializzato nell'esecuzione di musica del periodo barocco e classico e lungo la sua carriera artistica ha vinto diversi premi discografici (in particolare numerosi Grammy Award per la migliore opera, Gramophone Award "Record of the Year", il "III Premio Traetta 2011" e numerosi altri premi europei).

## Biografia
Jacobs iniziò la sua carriera artistica come corista nella Cattedrale di Gand, successivamente studiò filologia classica all'Università di Gand mentre continuava a cantare a Bruxelles ed a L'Aia.
Gustav Leonhardt e Alfred Deller lo incoraggiarono a seguire la sua carriera di controtenore, ed egli, in breve tempo, divenne uno dei più apprezzati controtenori del suo tempo . Registrò diverse opere, poco conosciute, di compositori barocchi come Antonio Cesti, Sigismondo d'India, Benedetto Ferrari, Luca Marenzio, Lambert, Guédron, William Lawes ed altri. Cantò anche nella maggior parte delle opere di Johann Sebastian Bach (come la Passione secondo Matteo diretta da Gustav Leonhardt e Philippe Herreweghe).
Nel 1977, ha creato il suo ensemble Concerto Vocale specializzato nella musica barocca.
Jacobs ha svolto successivamente anche un'attività direttoriale dirigendo regolarmente il Concerto Köln, l'Orchestra of the Age of Enlightenment, l'Akademie für Alte Musik Berlin, la Freiburger Barockorchester, il Nederlands Kamerkoor and RIAS-Kammerchor. Nel 1992, è stato invitato a dirigere la Staatsoper Unter den Linden di Berlino.
Dal 1991 al 2009, Jacobs è stato il direttore artistico del Festwochen der Alten Musik (Festival di musica antica) di  Innsbruck. Insegna, inoltre, canto barocco presso la Schola Cantorum Basiliensis. Dirige anche collane discografiche di musica sacra varia.
Nel corso della sua carriera Jacobs ha inciso numerose opere e musica sacra e profana del XVI, XVII e XVIII secolo. La sua registrazione de Le nozze di Figaro di Wolfgang Amadeus Mozart è stata molto apprezzata dalla critica ed ha vinto numerosi premi (Gramophone' come registrazione dell'anno per il 2004, Le Monde de la Musique, Choc dell'anno per il 2004, un Grammy Award per "Best Opera recording" del 2005 e due Midem Classical Awards nel 2004). Fra gli altri premi vinti figurano le incisioni del Rinaldo di Georg Friedrich Händel (Cannes Classical Award, 2004), e Die Jahreszeiten di Joseph Haydn (Diapason d'Or of 2005). La discografia parziale indicata sotto indica gli altri premi vinti dalle incisioni di Jacobs.
A Salisburgo dirige nel 1993 L'Orfeo di Monteverdi con Susan Graham, nel 1998 La Calisto di Francesco Cavalli, nel 2006 Alexander's Feast e nel 2011 Aci, Galatea e Polifemo di Händel con Vivica Genaux.
Nel 2011, ha diretto l'Orlando Paladino di Haydn all'Edinburgh International Festival ed al Théâtre de la Monnaie di Bruxelles e La finta giardiniera di Mozart al Teatro Real di Madrid.
Nel 2011, ha ricevuto il III Premio Traetta 2011 dalla Traetta Society per il suo impegno e la sua passione nella riscoperta del patrimonio musicale europeo.
Nel 2012, ha diretto Telemaco di Gluck al Theater an der Wien, l'Orlando di Händel al Théâtre de la Monnaie, Les Sept dernières paroles du Christ di Giovanni Battista Pergolesi al Festival International d'Opéra Baroque de Beaune e Die Zauberflöte al Concertgebouw di Amsterdam.
Nel 2013, ha diretto le opere di Händel Radamisto e Il trionfo del tempo e del disinganno al Theater an der Wien ed Agrippina allo Staatsoper im Schiller Theater di Berlino.

## Discografia parziale come direttore d'orchestra
- Johann Sebastian Bach, Messa in Si minore
- Johann Sebastian Bach, Oratorio di Natale - Choc du Monde de la Musique; ClassicsToday.com
- Johann Sebastian Bach, The Motets (Diapason d'or)
- Johann Sebastian Bach, Secular Cantatas
- John Blow, Venus and Adonis
- Dietrich Buxtehude, Membra Jesu Nostri
- Antonio Caldara, Maddalena ai piedi di Cristo - Gramophone Award; Diapason d'or
- Francesco Cavalli, La Calisto - Cannes Classical Award; Diapason d'or
- Antonio Cesti, Cantatas
- Marc-Antoine Charpentier, Leçons de Ténèbres du Jeudy Sainct
- Marc-Antoine Charpentier, Salve Regina
- François Couperin, Leçons de Ténèbres
- Christoph Willibald Gluck, Orfeo ed Euridice - Cannes Classical Awards
- Alessandro Grandi, Vulnerasti cor meum and other sacred music
- Georg Friedrich Händel, Giulio Cesare
- Georg Friedrich Händel, Messiah
- Georg Friedrich Händel, Rinaldo - Cannes Classical Award
- Georg Friedrich Händel, Saul - Editor's choice Gramophone; Choc du Monde de la musique; BBC Music Magazine Disc of the Month (October 2005)
- Francesco Cavalli, Xerxes - Choc du Monde de la Musique; Diapason d'or; Un événement Télérama (ffff)
- Franz Joseph Haydn, Die Jahreszeiten - Choc du Monde de la Musique; Edison Classical Music Award; Gramophone Award
- Franz Joseph Haydn, Die Schöpfung
- Franz Joseph Haydn, Sinfonie n. 91 e 92 - Choc du Monde de la Musique; Preis der deutschen Schallplattenkritik; Preis der deutschen Schallplattenkritik
- Reinhard Keiser, Croesus - Edison Classical Music Award; Diapaison d'or
- Claudio Monteverdi, L'Orfeo (awards: Choc 2006)
- Claudio Monteverdi, Il ritorno d'Ulisse in patria - Diapason d'or; Preis der deutschen Schallplattenkritik
- Claudio Monteverdi, L'incoronazione di Poppea
- Claudio Monteverdi, Vespro della Beata Vergine
- Claudio Monteverdi, Madrigals
- Wolfgang Amadeus Mozart, Così fan tutte - Cannes Classical Awards; Diapason d'or; Edison Classical Music Award
- Wolfgang Amadeus Mozart, Le nozze di Figaro, con Véronique Gens, Angelika Kirchschlager, Lorenzo Regazzo, Simon Keenlyside, Concerto Köln, René Jacobs, 2004 (Harmonia Mundi) - 47° Grammy Award (Grammy Award for Best Opera Recording 2005); Choc du Monde de la Musique; Edison Classical Music Award; Gramophone Record of the Year 2004; Preis der deutschen Schallplattenkritik
- Wolfgang Amadeus Mozart, La clemenza di Tito - Critics award at the Brits Classics 2007; 10 de Classica-Répertoire; Jahrespreis der Deutschen Schallplattenkritik; Un événement Télérama (ffff)
- Wolfgang Amadeus Mozart, Don Giovanni - Gramophone Record of the Month, October 2007; Classics Today 10/10
- Wolfgang Amadeus Mozart, Sinfonie n. 38 e 41 - 10 de Classica-Répertoire; Diapason d'Or Arte
- Wolfgang Amadeus Mozart, Idomeneo - Scherzo, Choc de Classica, Un événement Télérama (ffff)
- Giovanni Battista Pergolesi, Stabat Mater
- Henry Purcell, Dido and Aeneas - Editor's choice Gramophone; Un événement Télérama (ffff)
- Alessandro Scarlatti, Il primo omicidio (overo caïn) - Diapason d'or; Editor's choice Gramophone; Gramophone Award; Le Timbre de Platine
- Alessandro Scarlatti, Griselda - 10 de Répertoire; Diapason d'or; Le Timbre de Platine
- Heinrich Schütz, Christmas Oratorio - Diapason d'or; Un événement Télérama (ffff)